# Décor dans le théâtre japonais
Deux tendances différentes partagent le domaine du décor dans le théâtre japonais :
- l'une s'en tient aux anciennes traditions du théâtre kabuki,
- l'autre s'inspire du réalisme européen.

Ce n'est cependant pas une opposition totale : les décors dits modernes sont en général construits selon des méthodes anciennes.

## Dans le répertoirekabuki

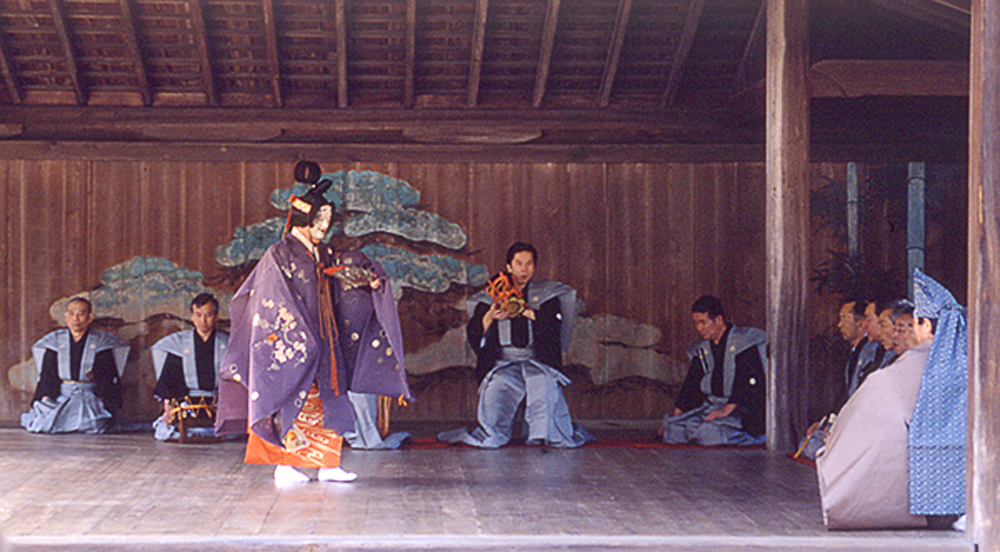
Scène de théâtre japonais

Le répertoire kabuki comporte une majorité de pièces anciennes et, pour décorer celles-ci, on se contente de suivre les modèles que les siècles ont éprouvés et perfectionnés. Style, dimension, dessin, coloris, tout est fixé d'avance. Le nom du décorateur est oublié, il n'y a pas de décorateur à proprement parler, mais seulement un maître technicien qui a la haute main sur les charpentiers et les peintres, jusqu'aux préposés au rideau de scène. Sa charge est héréditaire. Un des problèmes qui se posent pour lui est d'adapter les anciens décors stéréotypés aux plateaux plus spacieux des salles nouvelles.
L'origine des décors kabuki est obscure, car l'historien ne peut remonter au-delà de la période Genroku (元禄). Or le kabuki serait né au début du Xe siècle. En ce temps-là, il n'y avait pas encore de salles de spectacle et l'on jouait à ciel ouvert, dans des enceintes improvisées. Les premières salles kabuki furent construites au XVIIIe siècle. Leur ressemblance avec les salles shakespeariennes est saisissante.
La scène est équipée de plusieurs dispositifs : le plateau s'avance au milieu du public qui l'entoure de trois côtés. Protégée d'un rideau vert et noir, le hikimaku, que l'on tire dans le sens horizontal, sépare la scène de la salle (cet usage est resté). De cette même époque date l'invention du chemin de fleurs (hanamichi), plate-forme reliant la scène au fond de la salle et servant notamment à suggérer le lointain, qui s’avance au milieu du public. Jadis il y avait hanamichi, par lesquelles les acteurs pouvaient rentrer ou sortir. Seule subsiste aujourd'hui la principale, celle de gauche. De nouveaux décors, plus sophistiqués, ont fait leur apparition et les théâtres se dotent d'une machinerie complexe permettant de nombreux effets spéciaux.
Le théâtre kabuki actuel a subi l'influence de l'architecture européenne, mais surtout, vu le nombre croissant des spectateurs, on est obligé de construire plus grand. La scène a donc été allongée et elle forme un rectangle oblong, en contraste absolu avec le proscénium plutôt carré des théâtres à l'italienne.
Tous les milieux défilent dans le théâtre kabuki : la cour et la ville, le grand monde et le demi-monde, le samouraï et l'homme du peuple. Et les formes ne sont pas moins diverses que les sujets. On trouve de tout dans le kabuki : la simplicité et le symbolisme du théâtre nô, des traits empruntés aux spectacles de marionnettes bunraku, de la danse parfois et parfois encore du chant, ici une expression hautement stylisée, là au contraire le réalisme le plus quotidien. À cette variété de thèmes et de forme correspond toute une gamme de décors allant de la simple toile de fond unie (noire ou bleu clair) à une décoration exubérante ou voisinent symbolisme, réalisme et expressionnisme. Mais toujours on s'attache à faire du spectacle une vivante harmonie de couleurs.